# یوآنا یندژیچیک
یوآنا یندژیچیک (لهستانی: Joanna Jędrzejczyk؛ زادهٔ ۱۸ اوت ۱۹۸۷) ورزشکار هنرهای رزمی ترکیبی بازنشسته اهل لهستان است. وی از سال ۲۰۱۲ میلادی تا ۲۰۲۲ مشغول فعالیت در این رشته بود. او پیش‌تر قهرمان دسته کاه‌وزن سازمان یواف‌سی بود.